# Bracon argutator
Bracon argutator är en stekelart som beskrevs av Thomas Say 1836. Bracon argutator ingår i släktet Bracon och familjen bracksteklar. Inga underarter finns listade.